# Mnoho světů v Jilemnici
Mnoho světů v Jilemnici je lidskoprávní filmový festival v obci Jilemnice v Libereckém kraji pořádaný stejnojmennou skupinou od roku 2014. Tradičně je pro tyto prostory využíváno Kino 70.

## Historie
První lidskoprávní filmový festival se uskutečnil pod názvem Jeden svět v Jilemnici v roce 2014. Po relativním úspěch se uskutečnil i druhý, již značně vylepšený ročník, kdy se poprvé v logu objevil pro festival symbolický Kim Čong-Un. Akce se neustále vylepšuje, tradičně bývá k filmům občerstvení např. od Food Not Bombs či Anarchistické federace.
Od druhého ročníku také začal festival přitahovat lidi stejného smýšlení, zejména z místních mladých lidí. Během šestého ročníku bylo v kolektivu tolik lidí, že každý den festivalu mohl moderovat někdo jiný. I díky stále stoupajícímu počtu lidí mohla komunita začít podnikat další projekty (sbírky oblečení, dárků pro chudé děti, knihobudka, volební kalkulačka...). Na konci roku 2018 bylo rozhodnuto o přejmenování na Mnoho světů v Jilemnici, údajně kvůli větší tvůrčí volnosti.
V letech 2019 a 2020 byl festival a komunita kolem něj nominována na cenu Gratias Tibi. V roce 2021 byl vybrán i mezi finalisty a následně získal zvláštní cenu za environmentální počin. V roce 2023 získala Sára Křivánková z komunity festivalu Cenu zmocněnkyně vlády pro lidská práva.

## Jednotlivé ročníky

### 1. ročník
První ročník festivalu se konal od 7. do 9. května 2014 pod názvem Jeden svět v Jilemnici, kdy s nápadem přenést filmy z festivalu Jeden svět do Jilemnice přišla Petra Kalenská a Jakub Varvařovský. 22. května pak proběhlo promítání filmu „FILM JAKO BRNO“ od Víta Klusáka. Již tento rok vznikla tradice loga, severokorejského diktátora Kim Čong-Una. Během prvního ročníku se na dobrovolném vstupném vybralo tolik peněz, že se pořadatelé rozhodli dávat je každý rok na různé neziskové projekty. Tento rok byl výtěžek z dobrovolného vstupného předán panu Jonatánu Hudcovi, který organizoval péči o uprchlíky v Bělé. Už při prvním ročníku tedy vznikla myšlenky lidskoprávního festivalu s přesahem. Promítané filmy:
- Z popelnice do lednice
- Říkejte mi Kuču
- Nevěsta za 50 ovcí

### 2. ročník
Druhý ročník se konal na podzim roku 2015. V logu se opět objevil Kim Čong-Un sedící na režisérské židličce.  Byly promítány filmy:
- Nový svět
- Tři dary
- Epicentrum
- #Chicagogirl

### 3. ročník
Červen 2016. V logu je tentokrát Kim Čong-Un zobrazen jako raper spolu s Fidelem Castrem a Che Guevarou. Byly promítány filmy:
- Na stupních vítězů
- Thule Tuvalu
- Viva Cuba Libre: Rap is war

### 4. ročník
Byla zavedena tradice konání hlavního festivalu v dubnu. Přinesl několik rozšíření festivalu, například ochutnávku veganských jídel od Food Not Bombs či hlídání dětí přímo v budově kina díky mateřskému centru Rodinka. V logu se objevil ikonický Kim líbající se s Donaldem Trumpem. Byly promítány filmy:
- Úžasný Ázerbájdžán!
- Syrská love story
- Hooligan Sparrow

### 5. ročník
V únoru se uskutečnilo promítání bonusového filmu „Zeptejte se sexperta“. Tento rok ovšem přinesl tři obrovské programové změny: promítané filmy měly jedno téma – v tomto případě byl festival o ženách. Také se poprvé pořádalo i podzimní promítání filmu „Město duchů“ a taktéž poprvé byly promítány čtyři filmy. Výtěžek šel na podporu projektu Magdala charity Praha, který pomáhá mj. obětem domácího násilí. V logu Kim líčící se před zrcadlem.  Byly promítány filmy:
- Zeptejte se sexperta (bonusový film)
- Dil Lejlá
- Amiin profil
- Sonita
- Tichá inkvizice
- Město duchů (podzim)

### 6. ročník

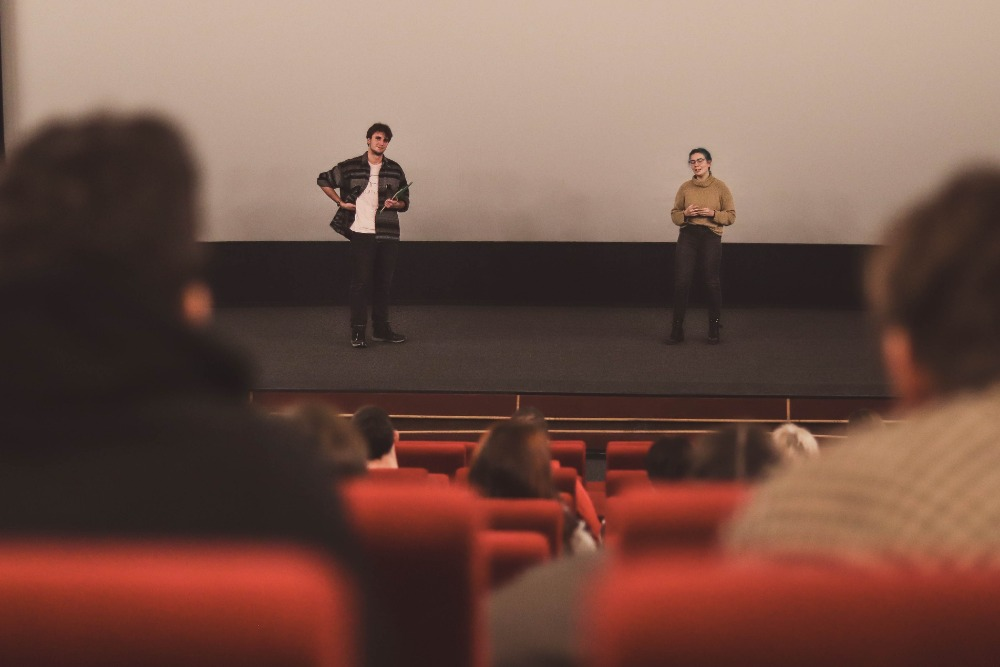
Beseda k filmu Čas Lesů (podzim 2019)

Šestý ročník prošel obměnou a poprvé byl pořádán pod jménem Mnoho světů v Jilemnici. Filmy a následné besedy na téma jídlo moderovali vždy dva různí lidé, povětšinou studenti místního gymnázia. Poslední den zde vystoupila hostka: PhDr. Věra Doušová, předsedkyně potravinové banky Praha. Výtěžek byl darován neziskové organizaci Rowing Together, která zřizuje lékařskou kliniku pro ženy a dívky v uprchlickém táboře v Řecku. Díky spolupráci s jilemnickou studentskou kavárnou Café Na Schodech se rozšířilo občerstvení. Jako každý rok také přijíždějí Food Not Bombs i Anarchistická federace. Na podzim promítán film Čas Lesů, pojednávající o ničení lesních kultur. Byly promítány filmy:
- 10 miliard – co máte na talíři?
- Ohrožená semínka
- Zemřít pro design
- Na sever od slunce

### 7. ročník
Sedmý ročník se měl konat v dubnu 2020, avšak kvůli pandemii covidu-19 byl odložen na podzim. Festival byl naplánován na 21. až 24. října, avšak v souvislosti s druhou vlnou pandemie byl nahrazen. Kolektiv se tak rozhodl o sérii každotýdenních online rozhovorů se zajímavými osobnostmi lidskoprávního a kulturního prostředí. Rozhovory byly vysílány na facebooku festivalu a později sestříhány do podcastů.
| Host/ka                  | Téma                                       | Datum             |
| ------------------------ | ------------------------------------------ | ----------------- |
| Dalimil Petrilák         | Situace v uprchlických táborech            | 24. říjen 2020    |
| Anatol Svahilec          | Slam poetry a česká Wikipedie              | 31. říjen 2020    |
| Johana Růžková           | Duální diagnóza                            | 7. listopad 2020  |
| Lukáš Houdek             | HateFree Culture, Romové a situace v Ghaně | 14. listopad 2020 |
| Markéta Boubínová        | Demonstrace v Polsku                       | 21. listopad 2020 |
| Erika Kubálková          | Psychické zdraví studentů během lockdownu  | 28. listopad 2020 |
| MUDr. Petr Smejkal Ph.D. | Budoucnost s covid-19                      | 5. prosinec 2020  |
| Jakub Šváb               | Jak fungují média?                         | 19. prosinec 2020 |

### 8. ročník
Osmý ročník festivalu se konal po dvouleté odmlce od 6. do 9. října 2021. Festival byl pořádán ve spolupráci s organizací Young Caritas. Hosty festivalu byl režisér Saša Dlouhý, podněsterská novinářka Larisa Calic či Kafiya Mahdi, somálská uprchlice a současná maďarská modelka. Poslední den festivalu (v sobotu) byl uspořádán celodenní program s přednáškami. Na něm se podílely částečně organizace Člověk v Tísni a Extinction Rebellions. Festival byl zakončen Slam Poetry. Promítané filmy byly:

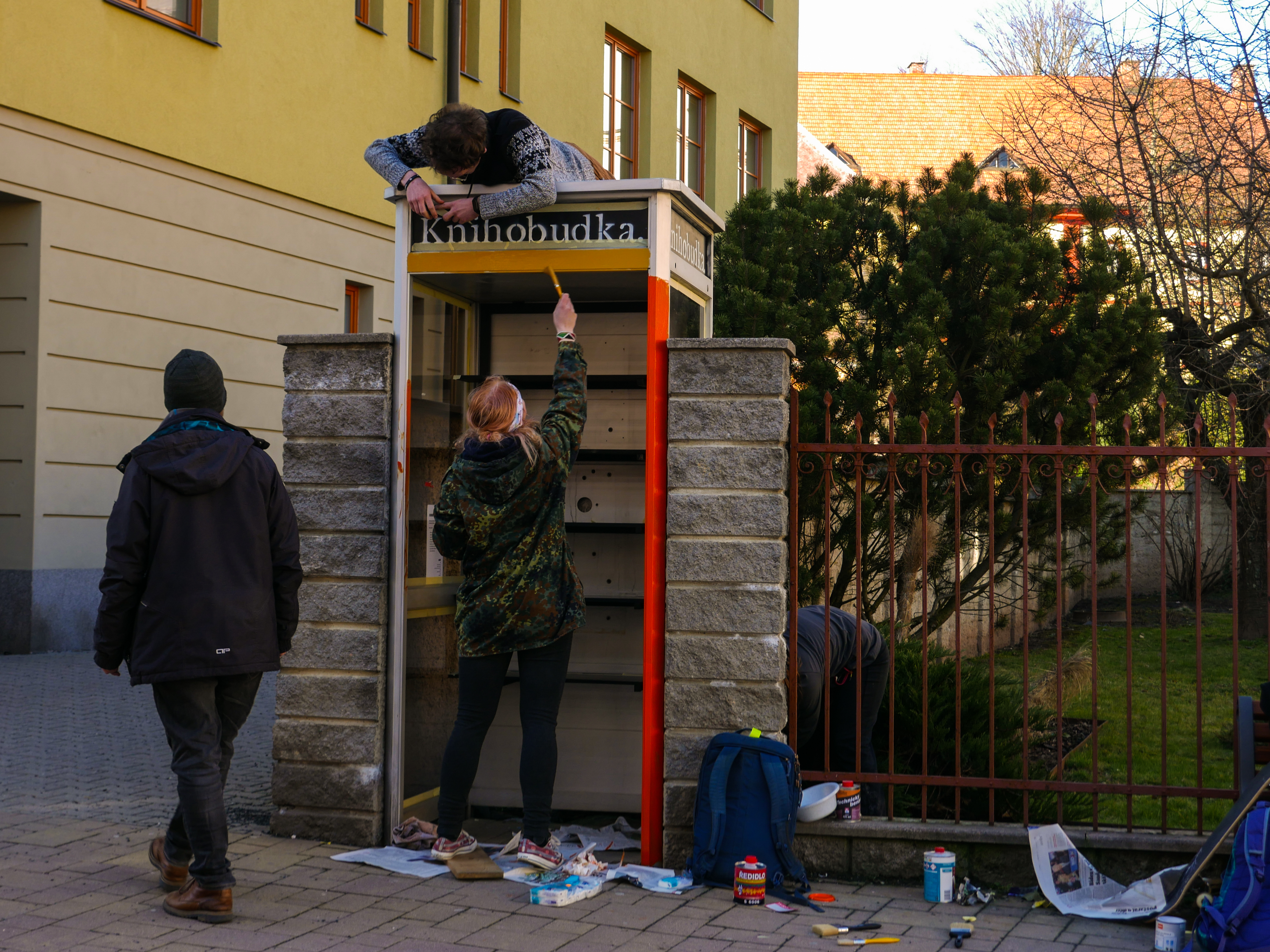
Přestavování knihobudky na Tyršově náměstí v Jilemnici

- Bohu žel
- Easy Lessons
- Zákon lásky

## Další aktivity
Lidé okolo festivalu se zasazují o zlepšení komunitního života na Jilemnicku. Přestavěli např. starou telefonní budku na knihobudku, pořádají přednášky na místním gymnáziu (přednáška o kognitivních zkresleních, o právu na vodu).) V bývalé studentské kavárně Café Na Schodech organizovali besedy s osobnostmi (Martin Selner, spisovatel věnující se lidem s poruchami autistického spektra, Aneta Snopová, reportérka České televize). Kolektiv taktéž podepsal Občanské provolání k 17. listopadu či otevřený dopis pro zlepšení jilemnické knihovny.
Od roku 2020 Mnoho světů pořádá letní workcamp v Jilemnici, zaměřený na pomoc přírodě.